# Симёлуэ (округ)
Симёлуэ (индон. Simeulue) — округ в провинции Ачех Индонезии, расположенный на одноимённом острове. Административный центр — город Синабанг.

## История
Округ был выделен в 1999 году из округа Западный Ачех.

## Население
По данным на 2010 год на территории округа проживало 80 279 человек.

## Административное деление
Округ Симёлуэ делится на следующие районы:
- Алафан
- Саланг
- Симёлуэ-Барат
- Симёлуэ-Тенгах
- Симёлуэ-Тимур
- Телук-Далам
- Тёпах-Селатан
- Тёпах-Барат